# Altopiano di Coconino
L'altopiano di Coconino si trova a sud del Grand Canyon e a nord-nord-ovest di Flagstaff, nel nord dell'Arizona, negli Stati Uniti sud-occidentali.

## Geografia
L'altopiano di Coconino si trova a sud di Grand Canyon Village e del South Rim del Grand Canyon nella contea di Coconino, e principalmente a nord dell'Interstate 40 e ad est dell'Arizona State Route 64. Gran parte di esso è protetto all'interno della foresta nazionale di Kaibab.

## Vegetazione
La vegetazione autoctona nelle aree forestali varia in base all'altitudine e all'esposizione. Le principali specie arboree sono il pino giallo, l'Abete di Douglas, il pino pinyon e il ginepro. Forniscono copertura e cibo a molti animali selvatici. Al diminuire dell'altitudine, gli alberi lasciano il posto alla spazzola amara (Purshia tridentata) e alla salvia (Artemisia tridentata).

## Ricreazione
Un panorama dell'altopiano può essere visto dalla cima del Kendrick Peak, a 10 418 piedi (3 175 m) sul livello del mare, situato a nord-ovest di Flagstaff.
L'altopiano di Coconino ospita l'area del Kendrick Mountain Wilderness. L'altopiano ha molti sentieri escursionistici, tra cui il Beale Road Historic Trail e Bull Basin e Pumpkin Trails.